# Coccophagus kvavadze
Coccophagus kvavadze is een vliesvleugelig insect uit de familie Aphelinidae. De wetenschappelijke naam is voor het eerst geldig gepubliceerd in 2002 door Japoshvili & Karaca.